# 滨海街道 (营口市)
滨海街道，是中华人民共和国辽宁省营口市西市区下辖的一个乡镇级行政单位。

## 行政区划
滨海街道下辖以下地区：
金牛山社区、风光社区、万都社区和营口高新区西市区工业园社区。